# Golmud
Golmud (en mongol: Голмд, romanizado: Golmud, lit. 'ríos'; en tibetano: ན་གོར་མོ, wylie: Na-gor-mo, ZWPY: Nagormo; en chino, 格尔木; pinyin, Gér'mù; Wade-Giles, ko'rh mu; transcripción antigua, Golmot) es una subprefectura bajo la administración directa de la Prefectura Haixi en la Provincia de Qinghai, República Popular China. Su área es de 119 km² y su población total para 2010 superó los 215 mil habitantes.
Se ubica en la Cuenca de Qaidam a una altitud de 2 809m sobre el nivel del mar. Alrededor de la ciudad hay más de 20 lagos de sal de varios tamaños.

## Geografía
Golmud forma parte de la prefectura de Haixi en la provincia occidental de Qinghai. A pesar de ser nominalmente una "ciudad", el área urbana urbanizada de Golmud comprende solo 72 km² de los 124 500 kilómetros cuadrados del condado. La mayor parte del condado se encuentra en la cuenca sur de Qaidam y en las estribaciones de las montañas Kunlun. Un gran enclave sureño se administra como la "ciudad" de Tanggula, separada del resto del condado por el saliente occidental de la Prefectura Autónoma Tibetana de Yushu. La parte norte limita con Xinjiang al noreste; el enclave meridional limita con la Región Autónoma Tibetana a su suroeste.
Golmud propiamente dicho está a una altitud de 2809 m. Creció junto al río Golmud, lo que le dio su nombre.
Al norte de Golmud se encuentra el lago Qarhan, un salar de 5856 km² con unos diez lagos de sal perennes. El más grande es el lago Dabusun, que recibe las aguas del Golmud. Los lagos más pequeños más importantes son Suli, South Suli, Dabiele, Xiaobiele, Tuanjie, Xiezuo, Dongling y Hulsan norte y sur, que reciben las aguas de las corrientes de entrada más pequeñas. Qarhan es parte de la depresión más grande de Sanhu, que incluye los lagos Taijinar este y oeste.

### Clima
Golmud tiene un frío clima árido (clasificación climática de Köppen, BWk), con inviernos largos y fríos y veranos cálidos. La temperatura media mensual baja a -9 °C en enero y se eleva a 17,9 °C en julio, un promedio de 5,28 °C durante el año. La precipitación es muy baja, por un total de solo 42 milímetros por año, que cae en 28 días, la mayoría de los cuales son durante el verano. La humedad relativa promedio de solo el 32%, y debido a esta aridez, la zona es una de las más soleadas de China, con cerca de 3100 horas de sol al año.
| Parámetros climáticos promedio de Golmud (1971–2000) | Parámetros climáticos promedio de Golmud (1971–2000) | Parámetros climáticos promedio de Golmud (1971–2000) | Parámetros climáticos promedio de Golmud (1971–2000) | Parámetros climáticos promedio de Golmud (1971–2000) | Parámetros climáticos promedio de Golmud (1971–2000) | Parámetros climáticos promedio de Golmud (1971–2000) | Parámetros climáticos promedio de Golmud (1971–2000) | Parámetros climáticos promedio de Golmud (1971–2000) | Parámetros climáticos promedio de Golmud (1971–2000) | Parámetros climáticos promedio de Golmud (1971–2000) | Parámetros climáticos promedio de Golmud (1971–2000) | Parámetros climáticos promedio de Golmud (1971–2000) | Parámetros climáticos promedio de Golmud (1971–2000) |
| Mes                                                  | Ene.                                                 | Feb.                                                 | Mar.                                                 | Abr.                                                 | May.                                                 | Jun.                                                 | Jul.                                                 | Ago.                                                 | Sep.                                                 | Oct.                                                 | Nov.                                                 | Dic.                                                 | Anual                                                |
| ---------------------------------------------------- | ---------------------------------------------------- | ---------------------------------------------------- | ---------------------------------------------------- | ---------------------------------------------------- | ---------------------------------------------------- | ---------------------------------------------------- | ---------------------------------------------------- | ---------------------------------------------------- | ---------------------------------------------------- | ---------------------------------------------------- | ---------------------------------------------------- | ---------------------------------------------------- | ---------------------------------------------------- |
| Temp. máx. media (°C)                                | −1.3                                                 | 2.9                                                  | 8.6                                                  | 14.5                                                 | 19.4                                                 | 22.6                                                 | 24.7                                                 | 24.2                                                 | 19.3                                                 | 12.9                                                 | 5.4                                                  | −0.2                                                 | 12.8                                                 |
| Temp. mín. media (°C)                                | −15.3                                                | −11.6                                                | −6.1                                                 | −0.2                                                 | 5.3                                                  | 9.4                                                  | 11.6                                                 | 10.9                                                 | 6.3                                                  | −1.2                                                 | −8.9                                                 | −14.0                                                | −1.2                                                 |
| Precipitación total (mm)                             | .6                                                   | .4                                                   | 1.1                                                  | .9                                                   | 3.7                                                  | 8.5                                                  | 13.5                                                 | 7.8                                                  | 3.4                                                  | .9                                                   | .7                                                   | .7                                                   | 42.2                                                 |
| Días de precipitaciones (≥ 0.1 mm)                   | 1.4                                                  | .8                                                   | 1.1                                                  | 1.0                                                  | 2.6                                                  | 5.1                                                  | 6.4                                                  | 4.2                                                  | 2.4                                                  | .7                                                   | .9                                                   | 1.1                                                  | 27.7                                                 |
| Horas de sol                                         | 219.9                                                | 210.9                                                | 247.7                                                | 274.3                                                | 295.3                                                | 273.4                                                | 276.4                                                | 284.6                                                | 261.2                                                | 277.7                                                | 247.7                                                | 227.3                                                | 3096.4                                               |
| Humedad relativa (%)                                 | 39                                                   | 30                                                   | 27                                                   | 24                                                   | 27                                                   | 33                                                   | 37                                                   | 34                                                   | 33                                                   | 29                                                   | 32                                                   | 38                                                   | 31.9                                                 |
| Fuente: China Meteorological Administration          |                                                      |                                                      |                                                      |                                                      |                                                      |                                                      |                                                      |                                                      |                                                      |                                                      |                                                      |                                                      |                                                      |

## Administración
La ciudad de Golmud administra 9 pueblos que se dividen en: 5 subdistritos, 2 poblados y 2 villas.
- Subdistrito Kunlun (昆仑路街道)
- Subdistrito Jinfeng (金峰路街道)
- Subdistrito Hexi (河西街道)
- Subdistrito Huanghe (黄河路街道)
- Subdistrito Xīzang (西藏路街道)
- Poblado Tanggula shan (唐古拉山镇)
- Poblado Guo lei mude (郭勒木德镇)
- Villa Wutu meiren (乌图美仁乡)
- Villa Dagele (大格勒乡)

## Economía
El lago Qarhan tiene las mayores reservas de sal, potasio y magnesio de China, así como otros minerales valiosos. En conjunto, se estima que sus recursos minerales valen más de 15 billones de RMB (2002). La sal del área también ha atrapado valiosos hidrocarburos. Los campos Sebei-1 y Sebei-2 cerca del lago Suli también son las cuartas reservas de gas natural en tierra más grandes de China y toda el área puede tener reservas de hasta 1 trillón de metros cúbicos. La depresión más grande de Sanhu incluye el este y el oeste de Taijinar, que poseen las mayores reservas de litio de China.
El campo circundante también produce oro, cobre, jade, plomo y zinc.
Un oleoducto entrega petróleo crudo desde el campo petrolero de Huatugou a una refinería en Golmud. La refinería tiene una capacidad de 1 millón de toneladas métricas al año; es capaz de producir 100 000 toneladas métricas al año de metanol y 20 000 TM/año de polipropileno; y tiene un fraccionador de gas de 100 000 MT/año.
Las estadísticas de 2001 muestran que el PIB nominal de la ciudad totalizó 2213 millones de RMB, un aumento del 31,9% respecto al año anterior y la tasa de crecimiento más alta desde 1990.

## Transporte
Situada en el interior de la meseta, la ciudad tiene una posición estratégica muy importante, la carretera nacional 109 (109国道) que conecta a Beijing con Lhasa pasa por la ciudad, al igual que lo hace el Ferrocarril Qinghai–Tíbet. A 12 km del centro de la ciudad se encuentra el Aeropuerto Golmud (格尔木机场) que comenzó a construirse en 1969 y terminado en 1971, con mejoras de expansión en 2003, este aeropuerto abrió sus puertas oficialmente al público en la primera de noviembre de 1974, pero debido a la falta de adecuaciones se ha suspendido en varias ocasiones.